# 香港鐵路運輸
鐵路運輸是香港公共運輸系統的重要骨幹，香港的城市軌道交通系統及機場聯絡軌道系統總長度近300公里，覆蓋7成香港人口。鐵路系統主要是由香港鐵路有限公司營運，經營路線包括荃灣綫、觀塘綫、港島綫、南港島綫、將軍澳綫、東涌綫、迪士尼綫、東鐵綫、屯馬綫、機場快綫及高速鐵路。港鐵公司亦營運香港唯一的輕鐵系統及昂坪360纜車系統 。另外，港島電車系統以及山頂纜車纜索鐵路系統也是香港鐵路運輸網絡的一員。

## 境內鐵路運輸
港鐵是2007年12月2日起由九廣鐵路網絡以及地下鐵路網絡合併而成。源自九鐵的路軌使用標準1435毫米標準軌，源自地鐵的則使用1432毫米軌距。其規劃中的路線包括有北港島綫、北環綫、屯門南延綫及東涌綫延綫。

### 城市軌道交通系統
- 觀塘綫：全長17.3公里，共有17個車站，連接黃埔站及調景嶺站，全程約35分鐘。
- 荃灣綫：全長16公里，共有16個車站，連接中環站及荃灣站，全程約32分鐘。
- 港島綫：全長16.3公里，共有17個車站，連接堅尼地城站及柴灣站，全程約34分鐘。
- 將軍澳綫：全長12.3公里，共有8個車站，連接北角站及寶琳站／康城站，來往北角至寶琳全程約15分鐘，來往北角至康城全程約20分鐘。
- 南港島綫：全長7.4公里，共有5個車站，連接金鐘站及海怡半島站，全程約11分鐘。

### 通勤鐵路
- 東鐵綫：由九廣鐵路公司擁有，港鐵公司營運，全長47.5公里，共有16個車站，連接落馬洲站／羅湖站及金鐘站，來往羅湖至金鐘全程約45分鐘，來往落馬洲至金鐘全程約50分鐘。
- 東涌綫：全長31.1公里，共有8個車站，連接香港站及東涌站，全程約29分鐘。
- 屯馬綫：由九廣鐵路公司擁有，港鐵公司營運，全長56.4公里，共有27個車站，連接烏溪沙站及屯門站，全程約75分鐘。

### 旅客捷運系統
- 迪士尼綫：全長3.5公里，共有2個車站，連接欣澳站及迪士尼站，全程約5分鐘。

### 機場聯絡軌道系統
- 機場快綫：全長35.3公里，共有5個車站，連接香港站及機場站／博覽館站，全程約28分鐘。

### 輕鐵系統
現時香港唯一的輕鐵系統由九廣鐵路公司擁有，港鐵公司營運。
- 輕鐵：全長36.15公里，分12條路線，共有68個車站，服務新界西北屯門區及元朗區主要地區。

### 索道系統
香港目前共有1個索道系統，在大嶼山運作。
- 昂坪360：於2006年啟用，共設兩站，連接東涌及昂坪。

### 香港國際機場旅客捷運系統
香港首個無人駕駛的旅客捷運系統及膠輪路軌系統，設於香港國際機場客運大樓地庫。

### 系統
香港目前共有1個有軌電車系統，只在香港島北岸行駛。
- 香港電車：於1904年啟用，雙層有軌電車系統，連接堅尼地城及筲箕灣，全長13公里，路軌總長30公里。

### 纜索鐵路系統
香港目前共有1個纜索鐵路系統，在香港島行駛，為香港最早的鐵路系統。
- 山頂纜車：於1888年啟用，登山纜索鐵路系統，共設5站，連接中環花園道及山頂。

### 主題公園內的鐵路
- 香港海洋公園纜車
- 香港迪士尼樂園鐵路
- 香港海洋公園海洋列車

### 環保連接系統（已擱置）
2011至2012年度施政報告中提出將九龍東發展為香港的第二個核心商業區。九龍東核心商業中心計劃興建一條全長9公里的高架單軌鐵路，連接觀塘、啟德新發展區及九龍灣三地。初步走線方案以現有近港鐵觀塘站的開源道為起點，經過觀塘碼頭，然後以新建的橋樑跨越觀塘避風塘，連接啟德跑道南端進入啟德新發展區，並且與新建的沙中線啟德車站廣場接駁，最後經宏光道連接港鐵九龍灣站，全線總共12個站。每列列車將會有兩個車廂，合共可載客250人。而車廠將會設於啟德行動區內一幅6公頃的政府土地，初步計劃上蓋物業可以用作為娛樂、商業、酒店或服務式住宅用途，合共提供50萬平方米樓面面積。以2010年的價格計算，整個系統造價估計約120億港元，預計於2023年落成。不過政府2020年施政報告提出改為「多元組合」模式後，相關計劃已經取消。

### 已拆卸的鐵路
- 沙頭角鐵路
- 和合石鐵路
- 柏架山吊車
- 啟德遊樂場內的單軌火車
- 荔園遊樂場內的單軌火車

## 跨境鐵路運輸

### 城際客運服務
九廣鐵路早於1911年10月15日至1949年10月14日已提供連接九龍和廣州的鐵路服務，後因政治原因停駛，至1979年4月4日才恢復。港鐵曾與內地鐵路部門合作运营的城際客運服務（又称“直通车”）已經連接到中國多個城市，包括廣東綫、上海綫及北京綫。這些服務都是依靠香港境內的東鐵綫，以及中國鐵路網絡，包括京广铁路、和廣深鐵路等路綫行駛。2020年1月30日起已實際停駛，此後在2024年起宣佈永不復辦。

### 廣深港高速鐵路香港段

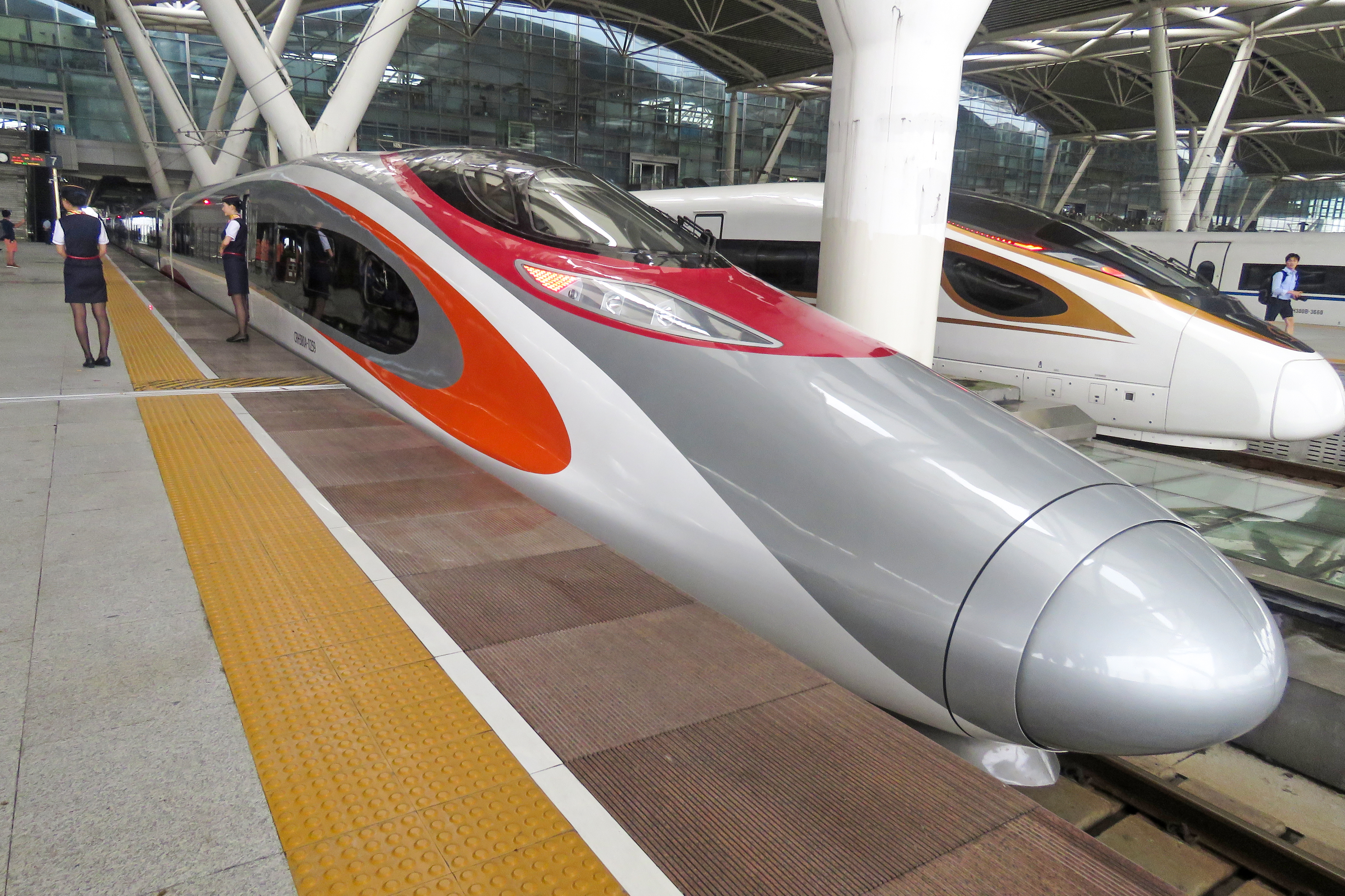
港铁动感号担当的G6581次列车停靠广州南站

廣深港高速鐵路是一條連接广东省的廣州、東莞和深圳市以及香港西九龍的高速鐵路，也是中國「四縱四橫」客運專線中，京廣深港客運專線（京廣深港高速鐵路）的組成部分。可直接連通中國高鐵網絡。

### 深港機場鐵路（已擱置）
已擱置的港深機場鐵路，原快速連接深港兩地的機場。

## 其他建議或興建中的鐵路計劃
以下為獲得香港政府確認興建、投入研究或作公眾諮詢之路線，未包括暫時擱置以及尚未落實的方案。
| 鐵路             | 狀況   | 預計通車日期       | 備註                                             |
| ---------------- | ------ | ------------------ | ------------------------------------------------ |
| 屯門南延綫       | 興建中 | 2030年             | 按照目前工程進度及政策，將成為屯馬綫一部分       |
| 北環綫           | 興建中 | 待定 2027年 2034年 | 按照目前工程進度及政策，古洞站將成為東鐵綫一部分 |
| 洪水橋站         | 規劃中 | 待定               | 按照目前工程進度及政策，將成為屯馬綫一部分       |
| 東九龍綫         | 建議中 | 待定               |                                                  |
| 南港島綫（西段） | 建議中 | 待定               |                                                  |
| 北港島綫         | 建議中 | 待定               | 將成為東涌綫及將軍澳綫的一部分                   |
| 東涌西延綫       | 興建中 | 2029               |                                                  |

## 軌距及電壓

### 使用架空電纜供電的鐵路
註：香港沒有使用第三軌供電的鋼輪路軌系統。